# Măcăleandru indian
Măcăleandrul indian (Larvivora brunnea) este o specie de pasăre paseriforme din familia Muscicapidae, care se găsește în subcontinentul indian.  Este o pasăre migratoare, se reproduce în pădurile de-a lungul Himalaya din Nepal, India, Myanmar și Bangladesh. Iernează în pădurile de deal din India și din Sri Lanka.

## Taxonomie
Măcăleandrul indian a fost descris de Hodgson, care l-a plasat într-un nou gen Larvivora, dar mai târziu a fost plasat în genul Luscinia. Un studiu de filogenetică moleculară cu eșantion mare, publicat în 2010, a constatat că Luscinia nu era monofiletică. Prin urmare, genul a fost împărțit și mai multe specii, inclusiv măcăleandrul indian, au fost mutate în genul restabilit Larvivora.

## Galerie

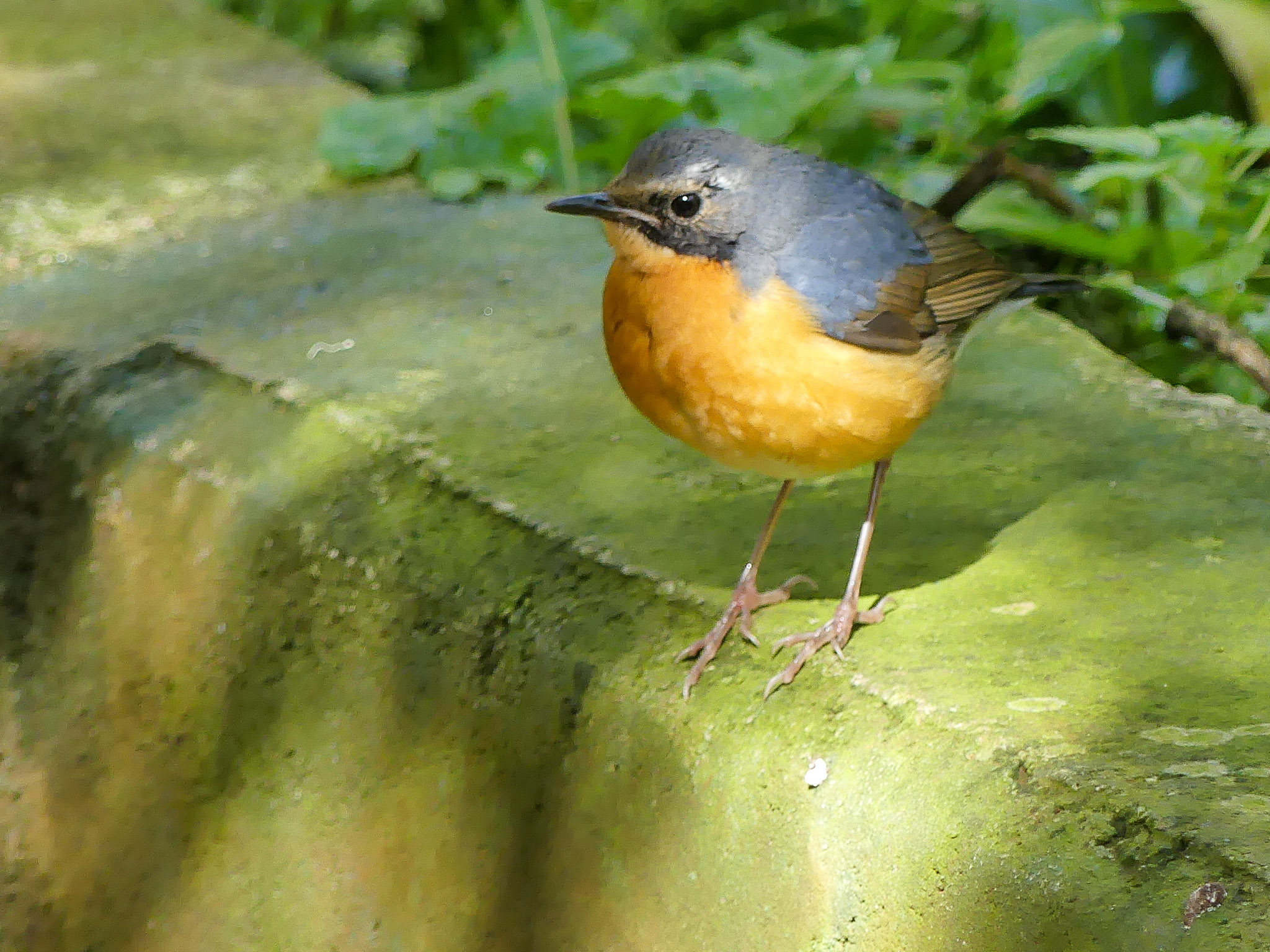
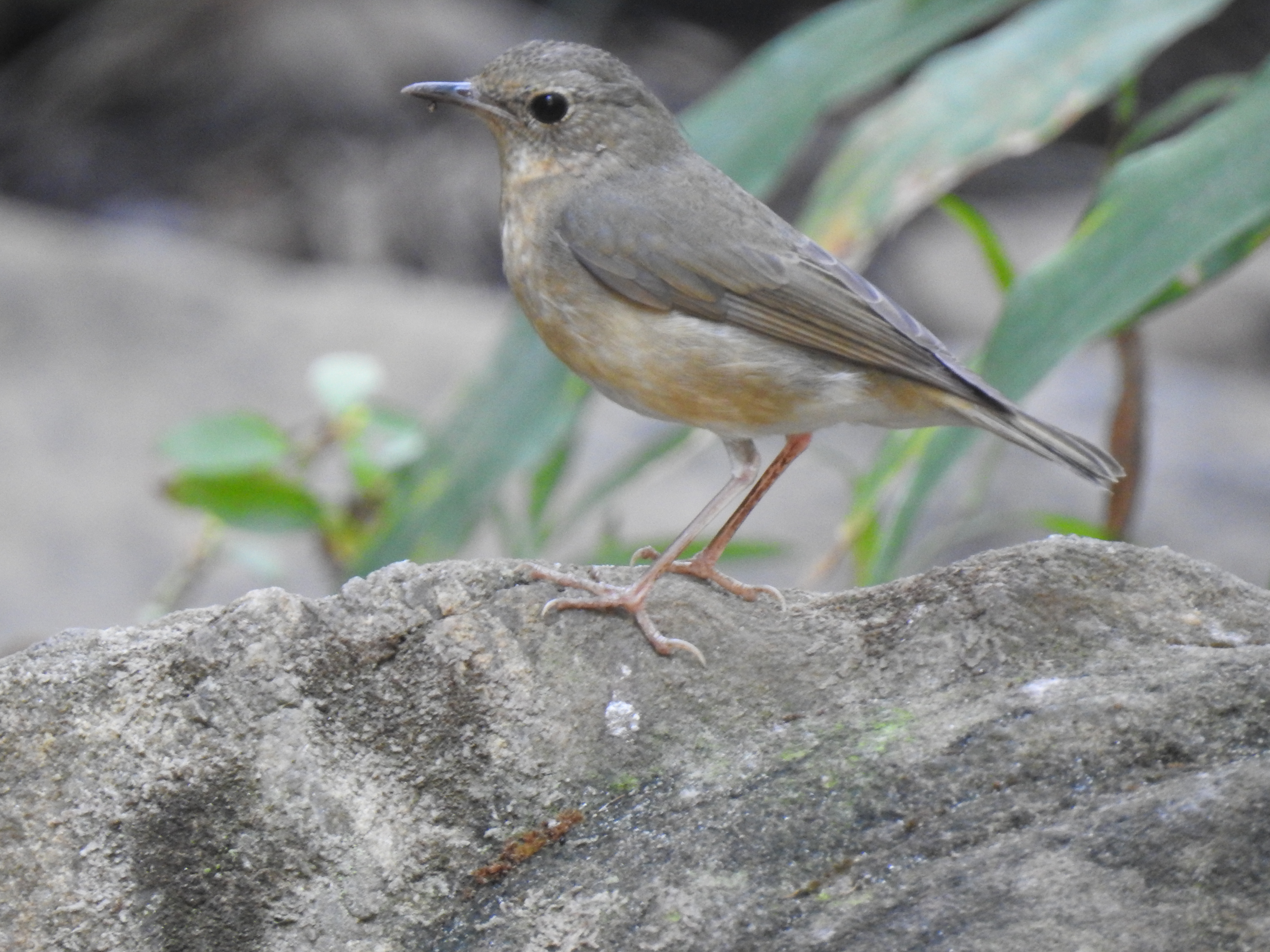
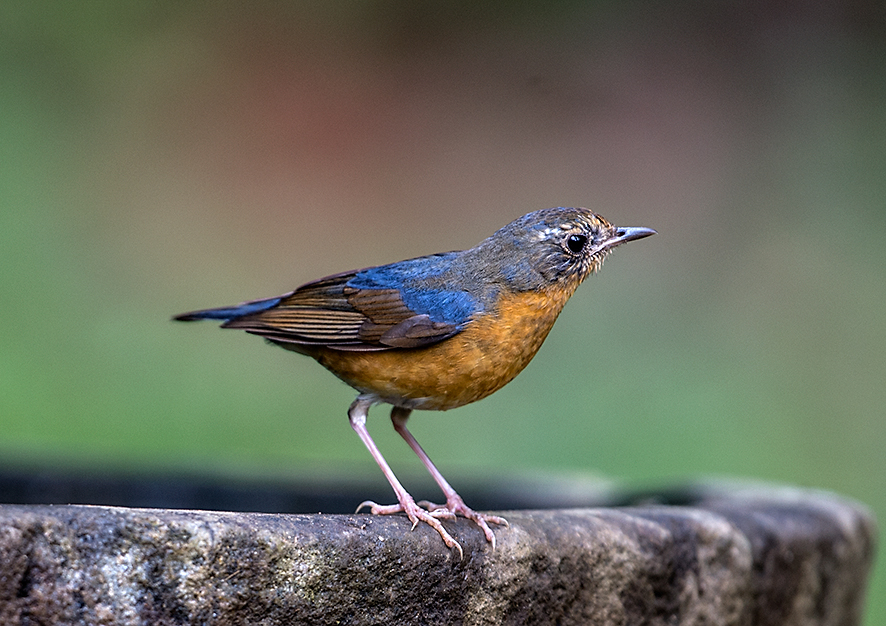